# Мат Лебланк
Матю Стивън Лебланк (на английски: Matthew Stephen LeBlanc), известен като Мат Лебланк (на английски: Matt LeBlanc) е американски актьор. Той е популярен с ролите си в телевизионните сериали „Приятели“ и „Джоуи“. Лебланк взима участие и във филмите „Изгубени в космоса“, „Ангелите на Чарли“ и „Ангелите на Чарли: Газ до дупка“. Той има три номинации за награда „Еми“ и четири номинации за „Златен глобус“. През 2012 година печели „Златен глобус“ за „Епизоди“.

## Биография
Роден е на 25 юли 1967 г. в Нютън, Масачузетс, където по онова време живее майка му. Произходът му е смесен – има английска, френска, италианска, ирландска и холандска кръв.
Учи в професионално техническо училище, откъдето излиза подготвен като дърводелец. На 16 години се премества във Флорида, за да живее с баща си, но година по-късно заминава в Ню Йорк, където намира ангажименти като модел в телевизионни реклами за Ливай и Кока-Кола.
Една от рекламите му (за кетчупа на Хайнц под слогана „Хубавите неща се случват на тези, които знаят да чакат“) през 1987 г. печели награда и му носи популярност, което му помага да си намери работа в телевизията.
През 1989 г. се премества в Холивуд, но няколкото сериали, в които участва, имат много кратък живот с изключение на „Женени с деца“, но там ролята му е епизодична. И така, до 1994, когато се явява на кастинга за един нов сериал – „Приятели“.
В „Приятели“ Мат Лебланк получава ролята на Джоуи Трибиани, не особено интелигентен, но неотразим за жените актьор в сапунката „Дните на нашия живот“, съквартирант на Чандлър (Матю Пери) и съсед на Моника (Кортни Кокс).
Ролята на Джоуи го прави изключително популярен и му дава възможност да започне кариера в киното. Има главни роли в „Ед“ (1996) и „Изгубени в космоса“ (1998), и второстепенна роля в „Ангелите на Чарли“ (2000) и продължението му.
Лебланк е номиниран два пъти за наградата „Еми“ (за ролята си в „Приятели“), два пъти за наградата „Изборът на публиката“ и два пъти за „Златен глобус“. Той е единственият от „приятелите“, който продължава със същия образ в нов едноименен сериал – „Джоуи“.
През 2011 г. Мат Лебланк се завръща към актьорката си дейност със сериала „Епизоди“.
Мат Лебланк за кариерата си в телевизията:
„Аз наистина обичам половинчасовите епизоди. Познавам хора, които непрекъснато снимат в игралното кино, и трябва да ви кажа, че те не виждат семействата си често. И това продължава дълго време. Аз не искам да имам такова семейство.
Искам да си спя у дома всяка нощ. Искам да помагам на децата с домашните. Това ми харесва.“

## Личен живот
На 3 май 2003 година Мат Лебланк се жени за Мелиса Макнайт, а на 8 февруари 2004 се ражда първата му дъщеря Марина Пърл Лебланк. Осем месеца след раждането ѝ, момиченцето е диагностицирано с рядка форма на дисплазия – заболяване, което може да нанесе сериозни поражения на мозъка, костите и двигателните способности. В семейството има още две деца – Тайлър и Жаклин – от предишния брак на съпругата му. Мат Лебланк и Мелиса Макнайт се развеждат през октомври 2006 г. След финала на поредицата „Джоуи“, Лебланк се оттегля за 5 години от актьорска дейност и се грижи само за болната си дъщеря, която след 2 години продължително лечение успява да се излекува, превъзмогвайки коварната болест.
Лебланк се запознава с актрисата Андреа Андерс през 2004 г. по време на снимките на „Джоуи“. Двамата имат връзка над осем години, до началото на 2015 г., когато Лебланк съобщава, че от няколко месеца са разделени.

## Избрана филмография
- „Мъж с план“, от 2016 г.
- „Епизоди“, от 2011 г.
- „Джоуи“, 2004 – 2006 г.
- „Приятели“, 1994 – 2004 г.
- „Ангелите на Чарли: Газ до дупка“, 2003 г.
- „Цялото кралско воинство“, 2001 г.
- „Ангелите на Чарли“, 2000 г.
- „Изгубени в космоса“, 1998 г.
- „Ед“, 1991 г.
- „Женени с деца“, 1991 г.